# Stan Van Dessel
Stan Van Dessel (Diest, 24 luglio 2001) è un calciatore belga, centrocampista dell'MVV.

## Carriera

### Club
Cresciuto nel settore giovanile del Sint-Truiden, il 1º maggio 2019 firma il suo primo contratto professionistico con il club belga, di durata biennale. Il 2 agosto successivo ha esordito in prima squadra, disputando l'incontro di Pro League perso per 6-0 contro il Club Bruges. Il 24 aprile 2021 prolunga il suo contratto con la squadra.

### Nazionale
Ha giocato nelle nazionali giovanili belghe Under-16, Under-17 ed Under-19.

## Statistiche

### Presenze e reti nei club
Statistiche aggiornate al 20 ottobre 2022.
| Stagione        | Squadra         | Campionato      | Campionato | Campionato | Coppe nazionali | Coppe nazionali | Coppe nazionali | Coppe continentali | Coppe continentali | Coppe continentali | Altre coppe | Altre coppe | Altre coppe | Totale | Totale |
| Stagione        | Squadra         | Comp            | Pres       | Reti       | Comp            | Pres            | Reti            | Comp               | Pres               | Reti               | Comp        | Pres        | Reti        | Pres   | Reti   |
| --------------- | --------------- | --------------- | ---------- | ---------- | --------------- | --------------- | --------------- | ------------------ | ------------------ | ------------------ | ----------- | ----------- | ----------- | ------ | ------ |
| 2019-2020       | Sint-Truiden    | D1              | 5          | 0          | CB              | 0               | 0               |                    | -                  | -                  |             | -           | -           | 5      | 0      |
| 2020-2021       | Sint-Truiden    | D1              | 6          | 0          | CB              | 0               | 0               |                    | -                  | -                  |             | -           | -           | 6      | 0      |
| 2021-2022       | Sint-Truiden    | D1              | 5          | 0          | CB              | 0               | 0               |                    | -                  | -                  |             | -           | -           | 5      | 0      |
| 2022-2023       | Sint-Truiden    | D1              | 9          | 0          | CB              | 0               | 0               |                    | -                  | -                  |             | -           | -           | 9      | 0      |
| Totale carriera | Totale carriera | Totale carriera | 25         | 0          |                 | 0               | 0               |                    | -                  | -                  |             | -           | -           | 25     | 0      |